# Saint-Paul (Gironde)
Saint-Paul is een gemeente in het Franse departement Gironde (regio Nouvelle-Aquitaine). De plaats maakt deel uit van het arrondissement Blaye. Saint-Paul telde op 1 januari 2022 1.032 inwoners.

## Geografie
De oppervlakte van Saint-Paul bedroeg op 1 januari 2022 10,87 vierkante kilometer; de bevolkingsdichtheid was toen 94,9 inwoners per km².

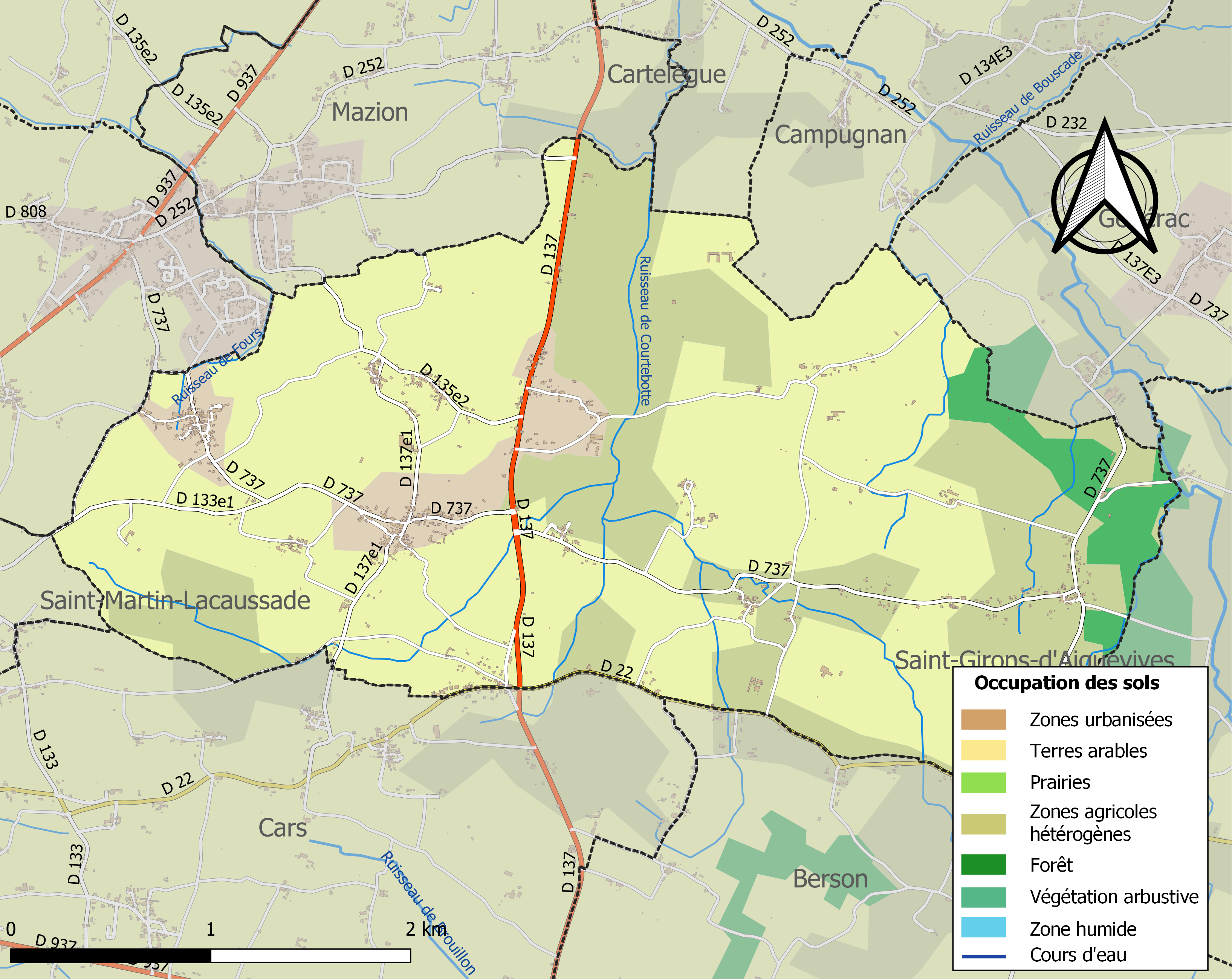
Kaart van de gemeente met belangrijkste infrastructuur, bodemgebruik en omliggende gemeenten

## Demografie
Onderstaande figuur toont het verloop van het inwonertal (bron: INSEE-tellingen).